# Lithophane tarda
Lithophane tarda is een vlinder uit de familie van de uilen (Noctuidae). De wetenschappelijke naam van de soort is voor het eerst geldig gepubliceerd in 1925 door Barnes & Benjamin.